# Sender Weida
Der Sender Weida war eine Sendeanlage für den Mittelwellen- und Ultrakurzwellenrundfunk der DDR in der Gemeinde Weida.
Der Sender Weida strahlte das Programm des Berliner Rundfunks mit 5 kW-Sendeleistung auf Mittelwelle und später auch das Programm von Radio DDR II auf UKW aus sowie zum Ende der DDR das Programm des Thüringer Rundfunks. Als Modulationsleitung für das zu DDR-Zeiten im Funkhaus Nalepastraße produzierte Programm des Berliner Rundfunks diente dabei ein Adernpaar eines Telefonkabels.
Als Antennen für die Mittelwelle standen eine T-Antenne, die zwischen zwei abgespannten, gegen Erde isolierten Stahlrohrmasten befestigt war und ein Gittermast mit Dachkapazität zur Verfügung, da diese Einrichtung neben der Verbreitung regulärer Rundfunkprogramme auch als sogenannten „Sonderanlage“ diente. Das waren Störsender auf dem Gebiet der DDR, die dem Zweck dienten, den Mittelwellenempfang des RIAS zu unterdrücken oder zumindest zu erschweren. Der Betrieb der Störsender endete am 23. November 1978.
Der Mittelwellensender hat über die Jahre mehrfach die Frequenzen gewechselt. u. a. als notwendige Maßnahme des Genfer Wellenplans, der am 23. November 1978 wirksam wurde. Mit Inbetriebnahme des Senders Gera-Ronneburg wurden die Anlagen in Weida obsolet und die Antennenanlagen sind zwischen 1993 und 1995 entfernt worden.
| Zeitraum            | Frequenz | Programm                           |
| ------------------- | -------- | ---------------------------------- |
| 23.11.78 - 29.05.83 | 1575 kHz | Berliner Rundfunk                  |
| 30.05.83 - 30.11.87 | 1431 kHz | Berliner Rundfunk                  |
| 01.12.87 - 30.06.90 | 1458 kHz | Berliner Rundfunk                  |
| 01.07.90 - 02.10.90 | 1458 kHz | Thüringer Rundfunk – Regional Gera |
| 03.10.90 - …        | 1458 kHz | Thüringen 1                        |

| Zeitraum            | Frequenz | Programm                           |
| ------------------- | -------- | ---------------------------------- |
| 04.06.79 - 12.07.81 | 92,0 MHz | Radio DDR II – Regional Weimar     |
| 13.07.81 - 30.06.90 | 97,8 MHz | Radio DDR II – Regional Weimar     |
| 01.07.90 - 02.10.90 | 97,8 MHz | Thüringer Rundfunk – Regional Gera |
| 03.10.90 - …        | 97,8 MHz | Thüringen 1                        |